# Герасимова Таліна Вікторівна
Таліна Вікторівна Герасимова (нар. 20 березня 1947, Київ, СРСР) — українська науковиця; лікарка–гінекологиня. Кандидатка медичних наук, доцентка.

## Життєпис
У 1971 році закінчила Київський медичний інститут імені академіка О. О. Богомольця.
У 1979 році під керівництвом професора Леоніда Тимошенка захистила кандидатську дисертацію, присвячену гормональним особливостям породіль із пізнім токсикозом.
У 1991 році була запрошена на V з'їзд акушерів-гінекологів Білорусі, який проходив у Бресті. Мала співдоповідь щодо терапії ГВЗ в акушерстві
У 1996 році взяла участь у ювілейному X з'їзді акушерів-гінекологів України, який проходив в Одесі. Мала співдоповідь на тему: «Особливості перебігу пологів та післяпологових періодів, а також деяких показників ендокринологічного стану у первородящих старших вікових груп».
Разом з доценткою Тамарою Романенко взяла участь у Першій міжнародній конференції «Ранние сроки беременности: проблемы, пути решения, перспективы», яка проходила 26 квітня 2002 року у Москві.
З 1994 року й донині працює на кафедрі акушерства та гінекології № 1 Національної медичної академії післядипломної освіти імені П. Л. Шупика За сумісництвом також консультує в жіночій консультації Центральної поліклініки Печерського району м. Києва.
За успішну лікувально-консультативну роботу та великий обсяг роботи з підвищення кваліфікації лікарів удостоєна у 2008 році звання Заслужений лікар України.
Одружена. Має доньку — поетесу Олену Гопчук.

### Наукова діяльність
Разом з професором Л. Тимошенко, а також професором Т. Травянко, провела низку лабораторних досліджень на вміст 11-оксикортикостероїдів у крові породіль з пізнім токсикозом. В ході інших досліджень установила, що призначення естрогенних гормонів вагітним жінкам у кількості 5-10 тис. одиниць протягом 7-10 днів поліпшує функції надниркових залоз і це запобігає загибелі плоду, також відбувається корекція порушень метаболізму шляхом нормалізації матково-плацентарного комплексу.
Запропонувала впровадити у практику метод лікування пізнього токсикозу. Зокрема, було запропоновано комплексну індивідуальну терапію для вагітних при пізньому токсикозі за спільною методикою Тимошенка-Герасимової (1978), яка передбачає, насамперед, застосування снодійних та заспокійливих засобів, судинорозширювальних і спазмолітичних засобів, діуретичних і гіпотензивних засобів, а також застосування кортикостероїдних препаратів, оксигенотерапію, інфузійну терапію, тощо.
Має 11 патентів на винахід, понад 150 наукових публікацій; авторка (співавторка) підручників та посібників для вищих навчальних закладів.

## Вибрані праці

### Підручники
- Гінекологія дитячого і підліткового віку: підруч. для студ. вищ. навч. закл. III—IV рівнів акредитації. Затверджено МОН. — К. : Медицина, 2011. — 423 с.
- Кровотечі в практиці акушера гінеколога. Навчальний посібник. — К.: ТОВ «Поліпрінт», 2013. — 240 с.
- Ведення пологів та розродження. Книга І. — К.: ТОВ «Меркьюрі-Поділля», 2016. — 272 с.

### Наукові статті
- Тимошенко Л. В., Герасимова Т. В. Особенности экскреции некоторых стероидных гормонов при токсикозах второй половины беременности. — Педіат., акуш. i гін., 1976, № 3, с. 43 — 46.
- Исходы и прогноз родов при тазовом предлежании плода / Л. В. Тимошенко, С. С. Леуш, Т. В. Герасимова, И. К. Гамачек. — Акушерство и гинекология, 1979, № 11. — с. 51-52
- Клінічні аспекти «хвороби оперованої матки» / Вдовиченко Ю. П., Герасимова Т. В., Баскаков П. М. // Педіатрія, акушерство та гінекологія. — 1994. — С. 84–86.
- Особливості фетоплацентарного комплексу у хворих з гіпогонадотропною формою аменореї / Ласкіна Ю. С., Герасимова Т. В., Бобова М. В., Титенко Т. М. // Український науково-медичний молодіжний журнал (Нац. мед. ун-т ім. О. О. Богомольця) — 1998. — № 1-2. — С. 108—110
- Стан репродуктивної системи жінок хворих на наркоманію // Педіатрія, акушерство та гінекологія. — 1998. — № 1. — С. 97-100
- Патентекс овал <190> Н — анализ клинического применения / Т. В. Герасимова // Ліки України. — 2003. — № 10. — С. 19-20.
- Опыт применения препарата Дивигель в ювенильном возрасте при резистентности яичников / Т. В. Герасимова, Е. Н. Гопчук // Буковинський медичний вісник: укр. наук.-практ. журн./ голов. ред. В. П. Пішак. — Чернівці, 2004. Т. 8. — № 2. — С. 35-38
- Негормональная коррекция эстроген-дефицитных состояний / Т. В. Герасимова, Н. В. Слинчук // Зб. наукових праць Асоц. акуш.-гін. України. — К., 2011. — С. 148—152.
- Коррекция недостаточности лютеиновой фазы у женщин репродуктивного возраста на фоне гипотиреоза / Т. В. Герасимова, Е. Н. Гопчук // Репродуктивная эндокринология: всеукраинский научно-практический журнал / Национальная академия медицинских наук Украины, Министерство здравоохранения Украины, Институт педиатрии, акушерства и гинекологии НАМН Украины. — К. : Мастер-принт, 2014. — № 5. — С. 98-101
- Оптимізація діагностики та лікування функціональних кіст яєчників / Т. В. Герасимова // Репродуктивная эндокринология. — К., 2015, — № 5. — С. 14-20
- Корекція гіперандрогенних порушень у жінок із синдромом полікістозних яєчників // Здоровье женщины. — 2015. — № 6. — С. 136—140
- Аномальні маткові кровотечі пубертатного періоду (тези лекції) // Акушерство. Гінекологія. Генетика. — 2016. — Т. 2, № 2. — С. 81-90